# Helmeroth
Helmeroth é um município localizada no distrito de Altenkirchen, na associação municipal de Verbandsgemeinde Altenkirchen, no estado da Renânia-Palatinado.

## População
| - 1815 – 142 - 1835 – 162 - 1871 – 210 - 1905 – 243 - 1939 – 243 - 1950 – 265 | - 1961 – 237 - 1965 – 245 - 1970 – 235 - 1975 – 209 - 1980 – 203 - 1985 – 205 | - 1987 – 206 - 1990 – 208 - 1995 – 216 - 2000 – 198 - 2005 – 217 |